# Première circonscription de Boloso Sorie
La première circonscription de Boloso Sorie est une des 121 circonscriptions législatives de l'État fédéré des nations, nationalités et peuples du Sud, elle se situe dans la Zone Wolaita. Sa représentante actuelle est Meselech Amare.